# Потерянный Валентин
«Потерянный Валентин» (англ. The Lost Valentine) — американский фильм 2011 года с Дженнифер Лав Хьюитт и Бетти Уайт в главных ролях, основанный на одноименном романе — бестселлере 1998 года Джеймса Майкла Пратта.

## Сюжет
Во время Второй мировой войны молодой лейтенант по имени Нил Томас отправляется на войну, оставляя свою беременную жену Кэролайн. Нил пропадает без вести ещё до рождения их ребёнка. Кэролайн опустошена от утраты, но её любовь к мужу не угасает с течением времени. И в течение последующих 65 лет Кэролайн в День Святого Валентина возвращается на железнодорожную станцию, ожидая, что он вернётся. Когда находчивая журналистка Сьюзан Эллисон узнает о трогательной истории, она во что бы ей это ни стало решает расследовать события 65-летней давности в надежде снять сенсационный репортаж. Внук Кэролайн помогает Сьюзан в расследовании дела, и вскоре между ними возникают некие чувства.

## В ролях
- Дженнифер Лав Хьюитт — Сьюзан Эллисон
- Бетти Уайт — Кэролайн Томас
- Шон Фэрис — Лукас Томас
- Меган Фэйхи — Кэролайн в молодости
- Билли Магнуссен — Нил Томас
- Джил Джерард — Нил Томас-младший
- Виктория Лавинг — Мэгги Томас
- Надя Дажани — Джули Оливер
- Майк Пневски — Крейг Уоррен
- Уилл Чейз — Эндрю Хоуторн

## Прием критиков
Фильм получил положительный отзыв от «Us Weekly».